# کروسنو
کروسنو (به لهستانی:  Krosno) یک منطقهٔ مسکونی در لهستان است که در استان پودکارپاتسکیه واقع شده‌است. کروسنو ۴۳٫۴۸ کیلومتر مربع مساحت و ۴۶٬۹۳۴ نفر جمعیت دارد و ۲۶۰ متر بالاتر از سطح دریا واقع شده‌است.

## خواهرخوانده
شهرهای زالائگرسگ، شاروشپاتاک، شاتورایائویهی، کوشیتسه و اوژهورود خواهرخوانده‌های کروسنو هستند.